# 孙彬 (明朝宦官)
孙彬（1487年—1538年），字尚中，号质庵，直隶保定府蠡县人，明朝正德、嘉靖时期的内官监太监。

## 生平
成化二十三年（1487年），出生。弘治十四年（1501年），选入内庭，进入内书堂读书。弘治十六年（1503年），入职司礼监。正德二年（1507年），任乾清宫近侍。正德年间，任内官监太监，屡赐蟒衣、玉带，奉命署理惜薪司事务。明武宗去世后，按惯例，应革职去康陵。但明世宗欣赏其才能，留用任乾清宫近侍、内官监太监，赏赐蟒衣、玉带、加禄米，许令内府骑马。嘉靖十七年（1538年），去世，享年52岁。墓志出土于北京宣武区西便门内大街。

## 下属

### 子辈
- 孙经——织染局副使
- 车钦
- 马荩
- 乔德
- 何道
- 齐忠
- 郭朝
- 蒋堂
- 何奉

### 孙辈
- 张才
- 胡英
- 王保

## 亲属
- 孙举（兄）
- 孙禄（侄）
- 孙照（侄）
- 孙韶（侄）
- 孙昭（侄）
- 孙瞳（侄）
- 孙纪（侄）
- 孙册（侄孙）
- 孙良（侄孙）